# Іустин (Охотин)
Архієпископ Іустин (в миру Іван Якович Охотин; 12 (24) листопада 1823, Арзамас, Нижньогородська губернія - 25 травня (7 липня) 1907, Воскресенськ, Московська губернія - український релігійний діяч ерзянського походження. Єпископ Російської православної церкви (безпатріаршої, архієпископ Херсонський і Одеський Відомства православного сповідання Російської Імперії.

## Біографія
Народився 12 листопада 1823 в ерзянькому містечку Арзамасі в родині священика. Його батько Яків Іванович служив священиком Благовіщенського собору.
Закінчив Нижньогородську духовну семінарію.
20 травня 1853 пострижений в чернецтво і 13 вересня був висвячений у ієромонаха.
У цьому ж році закінчив Санкт-Петербурзьку духовну академію і 30 жовтня його призначено викладачем Костромської духовної семінарії.
18 квітня 1855 затверджений у ступені магістра богослов'я і призначений інспектором Ярославської духовної семінарії.
2 квітня 1857 возведений у сан архімандрита.
У Ярославських відомостях за час з 1860 по 1871 р. вміщено його слова, повчання і різні статті. У 1862 році вийшло окремою книжкою його «Опис Ростовського Богоявленського Авраамієва второкласного чоловічого монастиря».

### Переїзд в Україну
25 травня 1871 хіротонізований на єпископа Острозького, вікарія Волинської єпархії.
З 13 квітня 1879 - єпископ Харківський і Охтирський.
Особливу увагу звернув він на навчально-виховну частину духовних училищ і, судячи з відгуків, досяг у цьому відношенні помітних поліпшень.
З 15 вересня 1882 року - єпископ Подільський і Брацлавський.
При ньому сільські училища були перетворені в церковно-парафіяльні школи, а духовенство покликане до повсюдного відкриття церковних шкіл у парафіях. Під керівництвом преосвященного Іустина робила перші кроки єпархіальна училищна рада .
Бачачи небезпеку з боку латинства та штунди, єпископ Іустин дбав про підтримку в парафіях позабогослужебних співбесід, а також благоустрої попечительств і духовних братств.
З 28 березня 1887 - єпископ Курський і Бєлгородський.
З 3 вересня 1893 року - архієпископ Херсонський і Одеський.
1899 єпископ Іустин заснував Курське Православне Палестинське товариство .
6 травня 1901 нагороджений діамантовим хрестом для носіння на клобуку.
27 вересня 1903 обраний почесним членом Казанської духовної академії.
З початком російсько-японської війни організував збір пожертвувань на допомогу сім'ям загиблих воїнів.

### Повернення в Московію
26 березня 1905 звільнений на спокій, згідно з проханням, і 29 березня призначено керуючим ставропігійним Воскресенським Ново-Єрусалимським монастирем, де і помер 25 травня 1907 року.